# 世界正义院

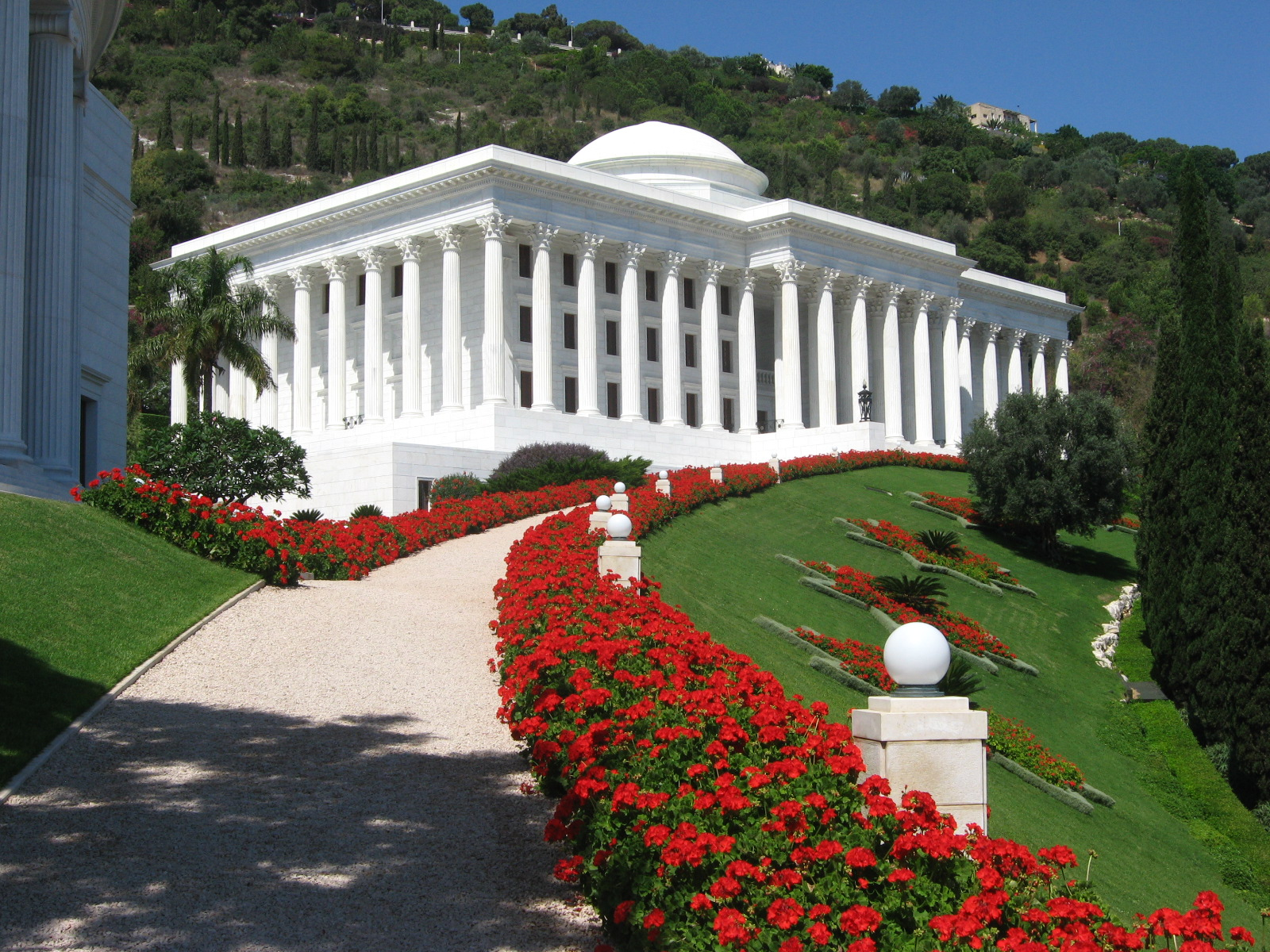
位于以色列海法的世界正义院

世界正义院（波斯語：‎）是巴哈伊信仰的九人最高统治机构。巴哈伊信仰的创始人巴哈欧拉将其设想为一个可以就巴哈伊圣作中尚未解决的问题进行立法的机构，为巴哈伊信仰提供灵活性以适应不断变化的情况。 它于 1963 年首次由世界各地巴哈伊国家灵理会成员组成的代表选举产生，随后每五年选举一次。
世界正义院作为宗教领袖，主要通过一系列多年期计划以及在里兹万节期间发布的年度文告，为全球巴哈伊社区提供指导。 这些信息的重点是增加地方灵体会的数量、翻译巴哈伊文献、建立巴哈伊中心、完成巴哈伊灵曦堂、举行国际会议、发展教育系统以提高识字率、妇女的作用、儿童和青年的精神、家庭生活、社会和经济发展以及社区崇拜。 世界正义院还通过吸引全世界媒体的关注，在应对伊朗境内对巴哈伊的系统性迫害方面发挥了作用。
世界正义院出版的书籍和文件被认为具有权威性，巴哈伊认为其决定绝对正确。 尽管世界正义院有权对巴哈伊圣作中未涉及到的问题进行立法，但是它很少行使这一职能。
世界正义院的所在地及其成员居住在以色列海法的卡梅尔山坡上。 最近一次选举是在2023年4月29日。 虽然巴哈伊信仰中所有其他选举和任命的职位都对男性和女性开放，但是世界正义院的成员只有男性; 巴哈伊的著作表明，其原因将在未来变得清晰。

## 历史

1963年第一届世界正义院九名成员

巴哈伊信仰的创立者巴哈欧拉，在祂的至圣经（《亚格达斯经》，又被称为ta的律法书）中，首次命谕了正义院制度，界定了它的职能。在巴哈欧拉的其他著作中，比如他的《巴哈欧拉书简集》，这一机构的功能被进一步阐述和提及。在这些著作中，巴哈欧拉写到世界正义院对整个巴哈伊教拥有统辖权，对于他没有明示的问题予以裁决，他说世界正义院的成员要对神圣的启发怀有信心，为所有的民众考虑，捍卫他们的荣誉。
后来，巴哈欧拉的儿子和继承人阿博都巴哈，在他的《遗嘱》中阐释了世界正义院的功能、构成和选举方法。他写到世界正义院将会处于巴哈欧拉的保护之下，将会免于谬误，信徒有服从世界正义院的义务。阿博都-巴哈首次使用“世界正义院”，使最高机构区分于各个社区的地方“正义院”以及第二级的“正义院”（现在的巴哈伊国家灵体会）。他指出世界正义院可以通过多数票的方式决策，但一致的决策更可取，它将由第二级的正义院选举产生。他确认了巴哈欧拉的如下声明——世界正义院成员限于男性，他说这一决策背后的原因会在将来显明（见巴哈伊信仰和性别平等）。
尽管巴哈欧拉之后的宗教领袖阿博都巴哈和守基·阿芬第都曾考虑建立世界正义院，但他们都拒绝这样做。守基·阿芬第的理由是，他认为现有巴哈伊机构有薄弱之处——国家灵体会和地方灵体会的数量非常有限。因此，守基·阿芬第在其一生中，通过在地方和国家层面建立强有力的行政结构，为世界正义院的选举做准备。 1951年，当国家灵体会有9个时，守基·阿芬第任命了国际巴哈伊理事会成员，并将其描述为国际正义院的雏形。 1957 年守基·阿芬第意外去世后，圣辅领导了宗教事务，并宣布将于 1963 年在守基·阿芬第制定的国际传导计划“十年远征”结束时选举出世界正义院。 
1961年，国际巴哈伊理事会改为选举机构，由所有国家灵理会的成员投票选举其成员。1963 年 4 月，在守基·阿芬第去世六年后，56 个国家灵理会选出了第一届世界正义院。选举日期恰逢十年远征计划征结束，也是巴哈欧拉于1863 年 4 月在里兹万花园公开宣示一百周年。从那时起，世界正义院作为宗教首脑行事——个别成员没有权力，只有作为一个集会才有权力。 1972 年，世界正义院公布了其章程。  

## 选举过程
世界正义院由世界各地成年巴哈伊通过三阶段选举的无记名投票和多数投票选举产生的。正义院的选举无需提名或竞选，所有巴哈伊信仰的成年男性成员都有资格当选为正义院成员。 该机构每五年在世界各地国家或地区灵理会(NSA) 成员大会上选举产生。各国家灵体会成员投票给九名成年男性巴哈伊，且每位国家灵体会成员也均由本国巴哈伊选举出来。缺席选票由代表邮寄或携带。得票最多的九个人被选入世界正义院。
2013年，除了海法的选票之外，还有大约400张缺席选票，使投票总数超过1500张。 这次选举标志着1963年世界正义院首次选举50周年。   最近一次全面选举于 2023 年 4 月 29 日举行。 

## 职责

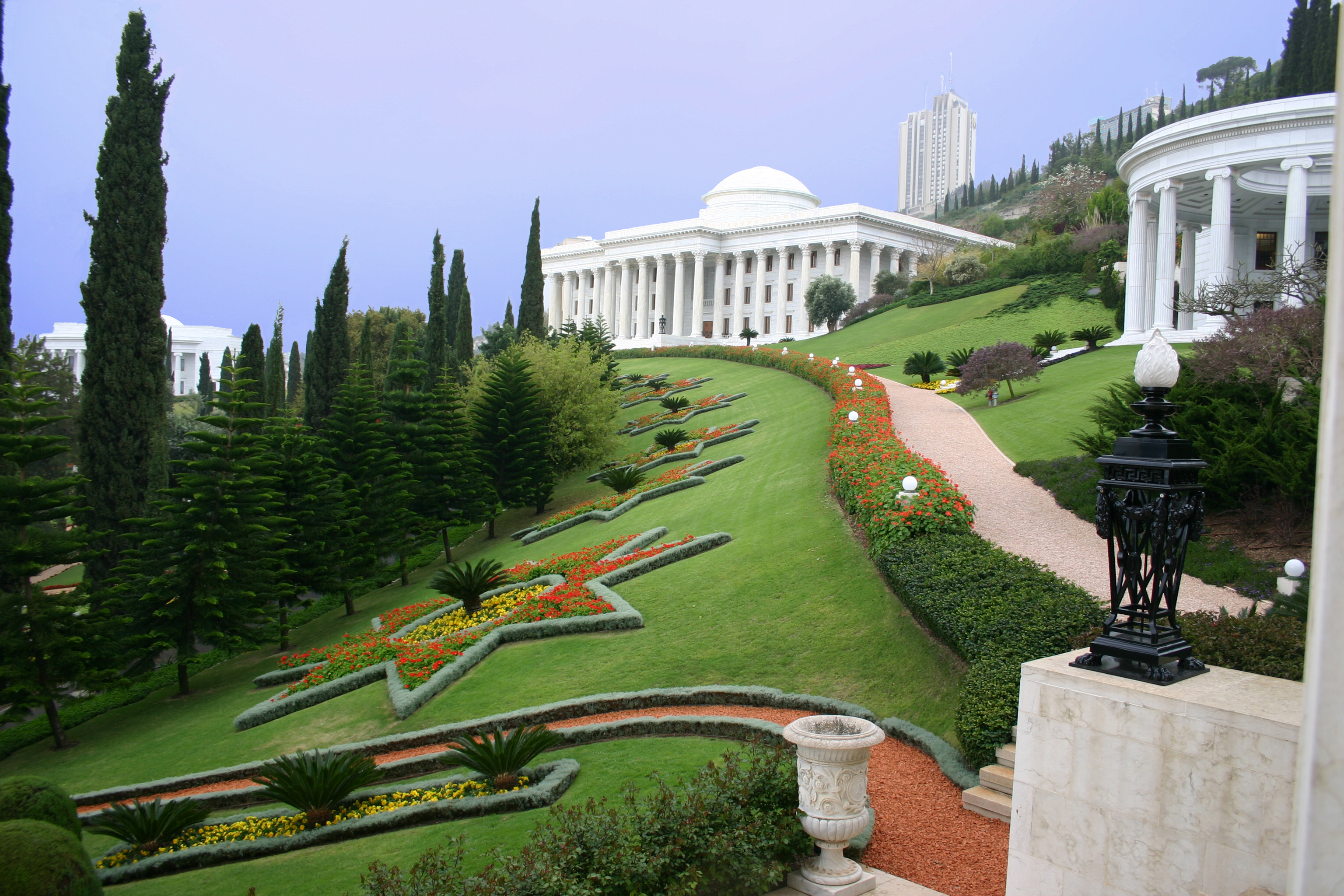
世界正义院所在地

今天，世界正义院引导着全球巴哈伊社群的成长和发展。正如巴哈欧拉所说，世界正义院的一般职能包括传播上帝的圣道、维护法律、管理社会事务、教育人民的灵魂、保障儿童的教育、整个世界繁荣（消除极端的财富和贫困），并照顾贫困的老人和病人。
根据世界正义院宪法，其部分权力和职责包括： 
- 提升巴哈伊个人和集体生活的精神品质
- 保存、翻译和出版巴哈伊圣典
- 保卫和保护全球巴哈伊社区免受镇压和迫害
- 保护和发展巴哈伊信仰的世界精神和行政中心
- 鼓励巴哈伊社区和管理机构的成长和成熟
- 保障个人权利、自由和主动性
- 应用巴哈伊原则和法律
- 根据时代要求制定、废除和改变巴哈伊圣典中未记载的法律
- 宣布对违反巴哈伊律法的行为实施制裁
- 裁决和仲裁所涉及的争议
- 管理所有宗教基金和捐赠基金，例如委托其管理的胡古古拉

此外，巴哈欧拉指示世界正义院对人类的普遍福祉发挥积极影响，促进世界各国之间的永久和平，确保“教化人民、建立国家、保护人类和捍卫其荣誉”。  

## 管辖权

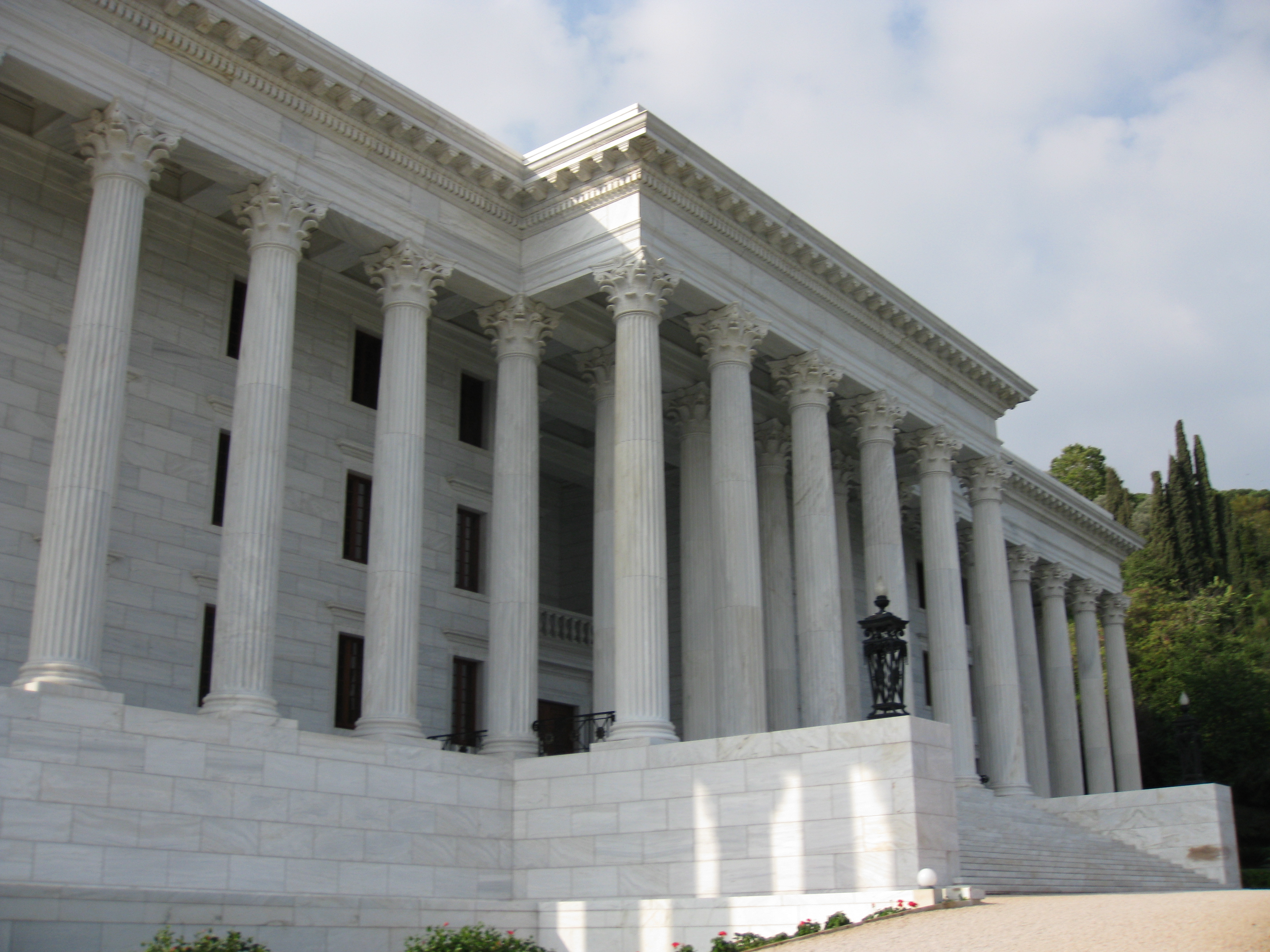
世界正义院所在地

世界正义院还被赋予了随着社会进步而调整巴哈伊信仰的责任，并因此被赋予了对巴哈伊圣典中未明确涵盖的事项进行立法。虽然世界正义院有权根据情况的变化而调整或废除它自己的立法，但它不能解散或改变任何明确写在神圣文本中的法律。  

## 刊物
虽然世界正义院有权立法，但自 1963 年成立以来，它一直限制行使这一职能。相反，它为世界各地的巴哈伊提供一般性指导，而不是具体的法律；这种指导通常是通过信件和信息的形式，就像守基·阿芬第的通信一样。其中许多信件已汇编出版，被视为神圣的授权和权威；巴哈伊认为其决定是绝对正确的。  这些信件涵盖了一系列主题，包括教学、祈祷、家庭生活、教育和巴哈伊管理。 每年里兹万节的第一天（可能是 4 月 20 日或 21 日，具体取决于诺鲁孜节的日期），世界正义院都会向全世界巴哈伊社区致辞，称为里兹万信息。 
该机构还收集并出版了巴孛、巴哈欧拉和阿博都巴哈的著作摘录。 1992 年，他们出版了《亚格达斯经》 （Kitáb-i-Aqdas） ，即巴哈欧拉的法律书英文版，此后又出版了更多译本。 在这些努力中，他们在巴哈伊世界中心设立了研究和档案部门，截至 1983 年，已收集了巴哈欧拉、阿博都巴哈和守基·阿芬第的 60,000 多封信件。这些作品集已被用作世界正义院审议的基础。 
- 世界和平的承诺(1985) [17]

向 160 多位国家元首和政府首脑提交了题为“致世界人民”的声明。它概述了建立世界和平的主要先决条件以及所面临的障碍。
- 巴哈欧拉 （页面存档备份，存于）(1992)

为纪念巴哈欧拉逝世一百周年，这份声明是对祂的一生和工作的回顾。
- 人类的繁荣 （页面存档备份，存于）(1995)

关于巴哈伊教义背景下的全球繁荣概念的声明。
- 光之世纪 （页面存档备份，存于）(2001)

回顾 20 世纪，重点关注巴哈伊信仰的巨大变化和从默默无闻中崛起。
- 致世界宗教领袖的信 （页面存档备份，存于）(2002)

解决宗派仇恨问题的信函。呼吁所有宗教运动“超越从遥远的过去继承下来的固定观念”。
- 一个共同的信仰 （页面存档备份，存于）(2005)

该文件主要面向巴哈伊，其中指出传播宗教一体性原则和克服宗教偏见是巴哈伊社区面临的主要挑战。

## 成员
现在世界正义院的所有成员，之前都有在国研习中心服务的经历。他们是： 
- 保罗·兰普尔 (2005)
- 佩曼·莫哈杰 (2005)
- 沙赫里亚尔·拉扎维 (2008)
- 艾曼·鲁哈尼 (2013)
- 春古·马利通加 (2013)
- 胡安·弗朗西斯科·莫拉 (2018)
- 普拉文·马利克 (2018)
- 阿尔伯特·恩希苏·恩松加 (2023)
- 安德烈·多诺瓦尔 (2023)

### 引用
1. 1 2 3 4  Smith 2000，第346–350頁.
2. ↑  Javaheri, Firaydoun. . The Journal of Bahá'í Studies (Association for Bahá'í Studies). December 2018, 28 (4): 7–22  [Jan 5, 2023]. ISSN 0838-0430. doi:10.31581/jbs-28.4.2(2018) . （原始内容存档于2023-01-05）.
3. ↑  Khan, Peter J. . The Journal of Bahá'í Studies (Association for Bahá'í Studies). Dec 1999, 9 (4): 51  [Jan 5, 2023]. ISSN 0838-0430. doi:10.31581/jbs-9.4.3(1999) . （原始内容存档于2023-01-05）.
4. ↑  Smith, Peter. . . Oxford, England: Oneworld Publications: 346–350. 2000. ISBN 1-85168-184-1.
5. ↑  UHJ 1972.
6. ↑  World 1995.
7. ↑  http: name=BWC//news.bahai.org/story/950
8. ↑  Bahá'í International Community. . Bahá'í World News Service. 2013-04-29  [2013-05-01]. （原始内容存档于2023-05-05）.
9. ↑  Bahá’í International Community. . Bahá’í World News Service. 2013-04-30  [2013-04-30]. （原始内容存档于2023-07-06）.
10. ↑  . Bahá’í World News Service. 2023-04-29  [2023-07-17]. （原始内容存档于2023-05-21） （英语）.
11. ↑  i24NEWS. . I24news. 2023-05-01  [2023-07-17]. （原始内容存档于2023-07-17） （英语）.
12. 1 2 3 4  Momen 1989.
13. ↑  Baháʼu'lláh 1994，第125頁.
14. 1 2 3 4  Smith 2000，第350頁.
15. ↑  The World of the Bahá'í Faith… The Universal House of Justice 2022.
16. ↑  . Baháʼí International Community.   [30 March 2014]. （原始内容存档于2023-03-21）.
17. ↑  Smith, Todd, , The World of the Bahá'í Faith 1 (London: Routledge), 2021-11-26: 151  [2023-07-17], ISBN 978-0-429-02777-2, doi:10.4324/9780429027772-14 （英语）
18. ↑  . Bahá’í World News Service. 2023-05-01  [2023-07-17]. （原始内容存档于2023-06-04） （英语）.